# Arthoniales
Arthoniales es un orden de hongos de la división Ascomycota que contiene 6 familias y más de 1500 especies.
Los hongos de este orden son en su mayoría líquenes de algas y cianobacterias, pero también hay algunas especies saprofitas. Se distribuyen en la mayoría de hábitats en todo el mundo, ya que en latitudes se extienden desde las regiones árticas hasta las tropicales. Crecen en diferentes tipos de sustratos como corteza, madera, rocas, y hojas. El orden se ha adaptado a vivir tanto en bosques húmedos como en hábitats secos que incluye sabanas y estepas, así como también en diferentes altitudes desde el nivel del mar hasta las regiones alpinas. La mayor diversidad de especies se conoce en áreas costeras subtropicales con clima mediterráneo o seco. Se espera que la diversidad de especies de los Arthoniales sea mayor que la reportada actualmente en varias áreas del mundo, como los bosques tropicales.

## Filogenia
Los análisis moleculares han dado la siguiente filogenia entre familias:
|  | Andreiomycetaceae |
|  |                   |
|  | Chrysothricaceae  |
|  |                   |

|  | \| \| Rocellaceae \| \| \| \| \| \| Opegraphaceae \| \| \| \| |
|  |                                                               |
|  | Rocellographaceae                                             |
|  |                                                               |
|  | Rocellaceae                                                   |
|  |                                                               |
|  | Opegraphaceae                                                 |
|  |                                                               |

|  | Rocellaceae   |
|  |               |
|  | Opegraphaceae |
|  |               |

|  | Lecanographaceae |
|  |                  |
|  | Arthoniaceae     |
|  |                  |

|  | \| \| Rocellaceae \| \| \| \| \| \| Opegraphaceae \| \| \| \| |
|  |                                                               |
|  | Rocellographaceae                                             |
|  |                                                               |
|  | Rocellaceae                                                   |
|  |                                                               |
|  | Opegraphaceae                                                 |
|  |                                                               |

|  | Rocellaceae   |
|  |               |
|  | Opegraphaceae |
|  |               |

|  | Lecanographaceae |
|  |                  |
|  | Arthoniaceae     |
|  |                  |

|  | Andreiomycetaceae |
|  |                   |
|  | Chrysothricaceae  |
|  |                   |

|  | \| \| Rocellaceae \| \| \| \| \| \| Opegraphaceae \| \| \| \| |
|  |                                                               |
|  | Rocellographaceae                                             |
|  |                                                               |
|  | Rocellaceae                                                   |
|  |                                                               |
|  | Opegraphaceae                                                 |
|  |                                                               |

|  | Rocellaceae   |
|  |               |
|  | Opegraphaceae |
|  |               |

|  | Lecanographaceae |
|  |                  |
|  | Arthoniaceae     |
|  |                  |

|  | \| \| Rocellaceae \| \| \| \| \| \| Opegraphaceae \| \| \| \| |
|  |                                                               |
|  | Rocellographaceae                                             |
|  |                                                               |
|  | Rocellaceae                                                   |
|  |                                                               |
|  | Opegraphaceae                                                 |
|  |                                                               |

|  | Rocellaceae   |
|  |               |
|  | Opegraphaceae |
|  |               |

|  | Lecanographaceae |
|  |                  |
|  | Arthoniaceae     |
|  |                  |

## Taxonomía

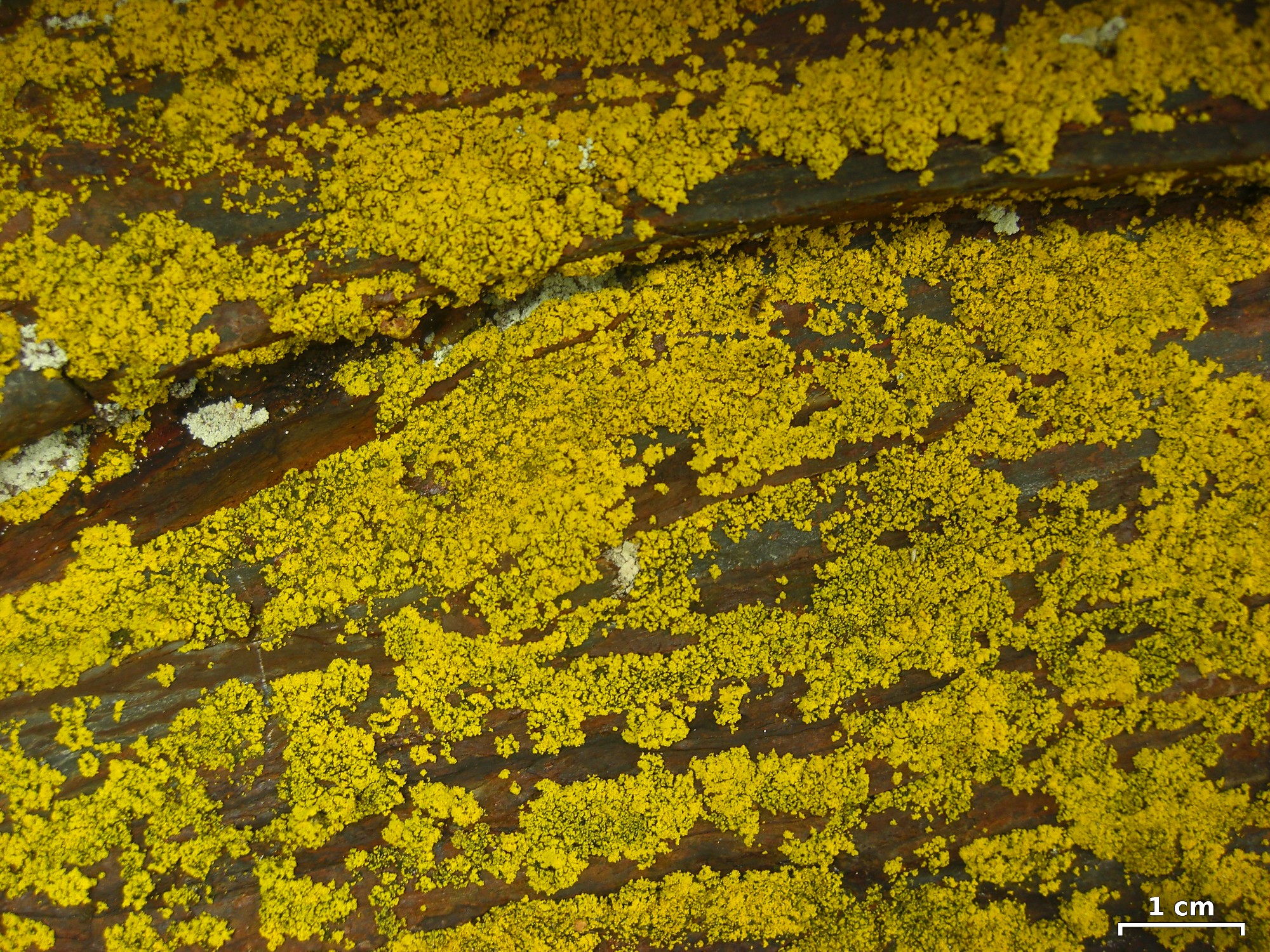
Chrysothrix.

Contiene las siguientes familias y géneros incertae sedis:
- Arthoniales
  - Andreiomycetaceae
  - Arthoniaceae
  - Chrysotrichaceae
  - Lecanographaceae
  - Opegraphaceae
  - Roccellaceae
  - Roccellographaceae
  - incertae sedis
    - Angiactis
    - Arthophacopsis
    - Bactrospora
    - Bryostigma
    - Catarraphia
    - Felipes
    - Glyphopsis
    - Gossypiothallon
    - Helminthocarpon
    - Hormosphaeria
    - Minksia
    - Nipholepis
    - Perigrapha
    - Phoebus
    - Sporostigma
    - Synarthonia
    - Synarthothelium
    - Tarbertia
    - Tremotylium
    - Trichophyma
    - Tylophorella
    - Wegea